# Tatara

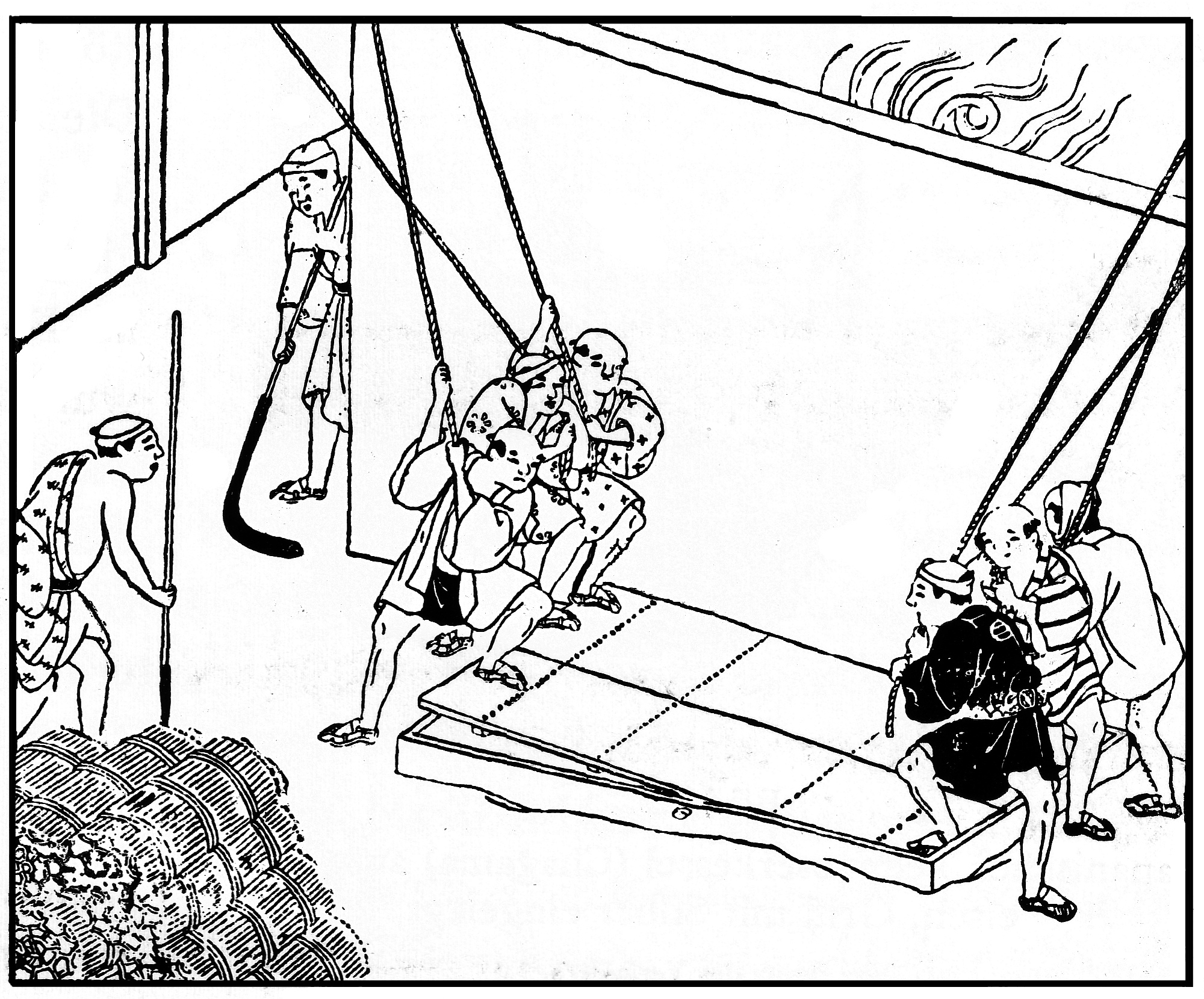
Các công nhân đang làm việc tại lò tatara

Tatara (たたら) gọi đầy đủ là Tatara-buki (たたら吹き, たたらぶき) là một loại lò luyện thép truyền thống của Nhật Bản, đây là một phương pháp sản xuất thép độc đáo của để tinh luyện thép từ cát đen giàu sắt. Sản phẩm thu được từ loại lò luyện này gồm nhiều loại thép trong đó có tamahagane được dùng để rèn vũ khí.

## Tinh luyện

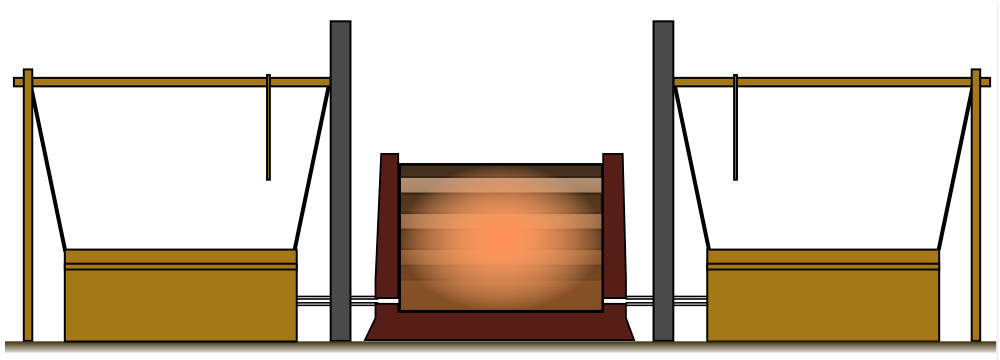
Cấu tạo phần luyện thép